# Emelyanoviana naylae
Emelyanoviana naylae är en insektsart som beskrevs av Abdul-nour 1986. Emelyanoviana naylae ingår i släktet Emelyanoviana och familjen dvärgstritar. Inga underarter finns listade i Catalogue of Life.